# 거제우체국
거제우체국은 경상남도 거제시 전역을 관할하는 부산지방우정청 소속 우체국이다.

## 기본 정보
- 주소: 경상남도 거제시 거제중앙로17길 19

## 연혁
- 1957년 10월 1일: 고현우체국으로 개국
- 1972년 2월 15일: 사무관국으로 승격
- 1984년 9월 3일: 개축이전(고현리 693-1번지)
- 1992년 11월 23일: 거제우체국으로 국명 개칭
- 1997년 7월 1일: 과제관서로 편제개편(2과 1실)
- 2001년 5월 1일: 총괄우체국 관리기능 광역화실시로 편제개편(관리과를 우편물류과로 명칭변경, 마케팅지원실 신설)
- 2001년 7월 1일: 하청칠천도우체국이 하청우체국과 통합되어 폐국[1]
- 2001년 10월 1일: 하청우체국을 거제하청우체국으로, 지세포우체국을 거제일운우체국으로, 성포우체국을 거제사등우체국으로, 둔덕우체국을 거제둔덕우체국으로, 장목우체국을 거제장목우체국으로, 연초우체국을 거제연초우체국으로 명칭 변경[2]
- 2003년 7월 1일: 편제개편(마케팅지원실 폐지, 경영지도실 신설)
- 2011년 4월 1일: 거제장평우체국을 거제장평동우체국으로, 장승포대우조선우체국을 대우조선해양우체국으로, 지세포구조라우체국을 거제구조라우체국으로 명칭 변경[3]
- 2012년 6월 1일: 기존 거제시 고현동 820-7에 있던 거제고현우편취급국 위탁계약 해지로 폐국 및 재개국[4]
- 2014년 1월 1일: 서기관국으로 승격 및 우편구역을 다음과 같이 고시[5]

| 배달국         | 배달구역                                                                                        | 구역번호                                            |
| -------------- | ----------------------------------------------------------------------------------------------- | --------------------------------------------------- |
| 거제우체국     | 고현동 · 문동동 · 삼거동 · 상동동 · 수월동 · 양정동 · 장평동, 사등면 · 연초면 · 장목면 · 하청면 | 53200 ~ 53212 53234 ~ 53278 53287 ~ 53299           |
| 장승포우체국   | 능포동 · 덕포동 · 두모동 · 마전동 · 아양동 · 아주동 · 옥포1동 · 옥포2동 · 장승포동, 일운면      | 53213 ~ 53233 53300 ~ 53329                         |
| 거제동상우체국 | 거제면 · 남부면 · 동부면 · 둔덕면                                                               | 53274 53277, 53278 일부 53279 ~ 53286 53329 ~ 53334 |

- 2014년 10월 31일: 대우조선해양우체국 폐국[6]
- 2014년 12월 31일: 거제구조라우체국, 거제칠천도출장소 폐국[7]
- 2016년 12월 30일: 거제가조도출장소 폐국[8]
- 2018년 9월 1일: 거제연초우체국 별정우체국 지정 해지[9]
- 2020년 9월 1일 : 거제장목우체국 점심시간 휴무 시행[10]
- 2020년 11월 2일 : 거제외포우체국이 거제우체국으로 통합되어 폐국[11]
- 2021년 7월 1일 : 거제남부우체국 별정우체국 지정 취소[12] 및 폐국, 거제남부출장소 신설[13]

## 관할 우체국
| 우체국명           | 사진 | 주소                                     | 비고                                                                         |
| ------------------ | ---- | ---------------------------------------- | ---------------------------------------------------------------------------- |
| 거제가조도출장소   |      | 경상남도 거제시 사등면 가조로 1258       | 2016년 12월 30일 폐국                                                        |
| 거제고현우편취급국 |      | 경상남도 거제시 서문로 46-1(고현동)      | 2012년 6월 1일 위치 이전해 재설치                                            |
| 거제구조라우체국   |      | 경상남도 거제시 일운면 구조라로4길 23    | 2011년 4월 1일 지세포구조라우체국에서 명칭 변경 2014년 12월 31일 폐국        |
| 거제남부우체국     |      | 경상남도 거제시 남부면 남부해안로 56     | 2021년 7월 1일 폐국                                                          |
| 거제남부출장소     |      | 경상남도 거제시 남부면 남부해안로 56     | 2021년 7월 1일 신설                                                          |
| 거제능포동우체국   |      | 경상남도 거제시 능포로 141               |                                                                              |
| 거제동부우체국     |      | 경상남도 거제시 동부면 동부로 18         |                                                                              |
| 거제동상우체국     |      | 경상남도 거제시 거제면 읍내로2길 18      |                                                                              |
| 거제둔덕우체국     |      | 경상남도 거제시 둔덕면 하둔길 67-1       | 별정우체국 2001년 10월 1일 둔덕우체국에서 명칭 변경                          |
| 거제사등우체국     |      | 경상남도 거제시 사등면 성포로 144        | 2001년 10월 1일 성포우체국에서 명칭 변경                                     |
| 거제아주우편취급국 |      | 경상남도 거제시 거제대로 3449            |                                                                              |
| 거제연초우체국     |      | 경상남도 거제시 연초면 거제북로 42-1     | 2001년 10월 1일 연초우체국에서 명칭 변경 2018년 9월 1일 별정우체국 지정 해지 |
| 거제옥포동우체국   |      | 경상남도 거제시 옥포로10길 12            |                                                                              |
| 거제외포우체국     |      | 경상남도 거제시 장목면 외포4길 8         | 2020년 11월 2일 폐국                                                         |
| 거제일운우체국     |      | 경상남도 거제시 일운면 지세포로 104      | 2001년 10월 1일 지세포우체국에서 명칭 변경                                   |
| 거제장목우체국     |      | 경상남도 거제시 장목면 옥포대첩로 1595-1 | 별정우체국 2001년 10월 1일 장목우체국에서 명칭 변경 점심시간 휴무 실시       |
| 거제장평동우체국   |      | 경상남도 거제시 장평로 52                | 2011년 4월 1일 거제장평우체국에서 명칭 변경                                  |
| 거제중곡우편취급국 |      | 경상남도 거제시 중곡로1길 26-2           |                                                                              |
| 거제칠천도출장소   |      | 경상남도 거제시 하청면 칠천로 125        | 2014년 12월 31일 폐국                                                        |
| 거제하청우체국     |      | 경상남도 거제시 하청면 하청로 30         | 2001년 10월 1일 하청우체국에서 명칭 변경                                     |
| 대우조선해양우체국 |      | 경상남도 거제시 거제대로 3370            | 2011년 4월 1일 장승포대우조선우체국에서 명칭 변경 2014년 10월 31일 폐국      |
| 장승포우체국       |      | 경상남도 거제시 장승포로 59              |                                                                              |
| 하청칠천도우체국   |      | 경상남도 거제시 하청면 어온리 602-5      | 2001년 7월 1일 폐국                                                          |

## 조직
- 경영지도실
- 영업과
- 우편물류과